# 上坎波
上坎波（西班牙語：Alto Campo），是西班牙加泰罗尼亚塔拉戈纳省的一个县。总面积538.01平方公里，总人口4 5001（2009年），人口密度84人/平方公里。行政中心位于巴尔斯。

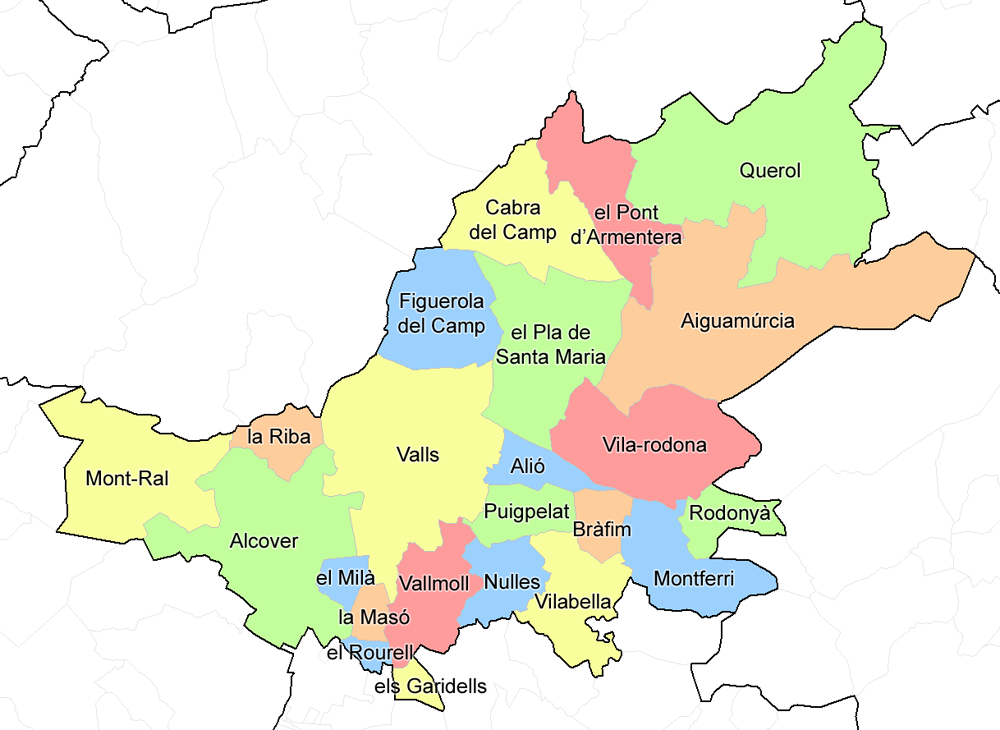
上坎波县辖区

上坎波县包含23个市镇。